# Liste des partis politiques aux Tonga
Des élections législatives se déroulent au Royaume des Tonga depuis l'instauration d'un Parlement par la Constitution de 1875. Jusqu'à récemment, toutefois, il n'y avait pas de partis politiques. Le gouvernement n'étant pas issu d'une majorité élue (avant les réformes de 2010), mais nommé par le monarque et dominé par la famille royale et la noblesse héréditaire, aucun parti ne pouvait se constituer en vue de former un gouvernement.
À partir des années 1980, une mouvance politique se constitue pour demander plus de démocratie. Un premier parti politique, le Parti populaire, est fondé en 1994 pour porter ce mouvement. Il ne bénéficie d'aucune reconnaissance officielle, mais ses candidats (officieux) remportent quatre des neuf sièges réservés aux représentants du peuple lors des élections législatives de 1996. Parmi eux, ʻAkilisi Pohiva, figure emblématique du mouvement. En 1999, le parti se mue en Mouvement pour les droits de l’homme et la démocratie, et remporte cinq sièges aux législatives. Il en obtient sept en 2002, et sept à nouveau en 2005. Cette même année, des dissidents quittent le parti et fondent le Parti démocratique populaire ; le PDP remporte une élection partielle en mai, et pour la première fois deux partis sont ainsi représentés au Parlement. En février 2006, Feleti Sevele, député MDHD perçu comme modéré, est nommé premier ministre - le premier roturier à exercer cette fonction depuis Shirley Baker au XIXe siècle,,.
Aux élections législatives de 2008, le MDHD remporte quatre sièges, et le PDP deux. Des réformes sont engagées, par lesquelles le roi délègue l'essentiel de ses pouvoirs à son premier ministre, qui sera dorénavant choisi par le Parlement. Le nombre de sièges pour les représentants du peuple est porté à dix-sept, leur donnant la majorité sur les nobles à l'Assemblée. Ces réformes sont concrétisées par les élections de 2010. En vue de ce scrutin, le PDHD constitue un Parti démocrate des Îles des Amis, avec à sa tête ‘Akilisi Pohiva. Le PDIA remporte douze sièges, les cinq autres revenant à des candidats sans étiquette,.
Le Parti démocrate des Îles des Amis constitue ainsi la principale force politique du pays, et le seul parti politique important aux îles Tonga. Il existe néanmoins quelques partis mineurs.

## Liste de partis
- Parti démocrate des Îles des Amis. Issu de la mouvance pro-démocrate, il est le seul parti représenté au Parlement à la suite des élections législatives de 2010 ; il y dispose de douze des dix-sept sièges roturiers. En amont de ces élections, le parti avait indiqué qu'il souhaitait mettre au clair les finances du royaume, trop opaques à ses yeux, et poursuivre les réformes constitutionnelles en abolissant les sièges législatifs réservés à la noblesse[4].
- Parti démocratique populaire. Seul autre parti à avoir été représenté au Parlement, il perdit ses deux sièges aux élections de 2010. Néanmoins l'un de ses membres, Clive Edwards, fut nommé ministre des Revenus et des Entreprises publiques, siégeant ainsi de droit à l'Assemblée[7].
- Parti pour la construction d'une nation durable. Il se définit comme « plus au centre ou plus à droite » que le PDIA. Fondé en août 2007 par Sione Fonua, un avocat, il présenta cinq candidats aux législatives de 2010[8],[9].
- Parti démocrate travailliste. Fondé en juin 2010 par l'Association des fonctionnaires tongiens. Il s'agit d'une branche dissidente du PDIA. Avec Mele Amanaki pour secrétaire général, il souhaite mieux représenter les intérêts des travailleurs, fonctionnaires ou autres[10].